# Orchestra Giovanile Italiana
L'OGI, Orchestra Giovanile Italiana, è un'orchestra fondata da Piero Farulli all'interno della Scuola di Musica di Fiesole nel 1984, destinata ad accogliere giovani musicisti di un'età compresa tra i 18 e i 27 anni.

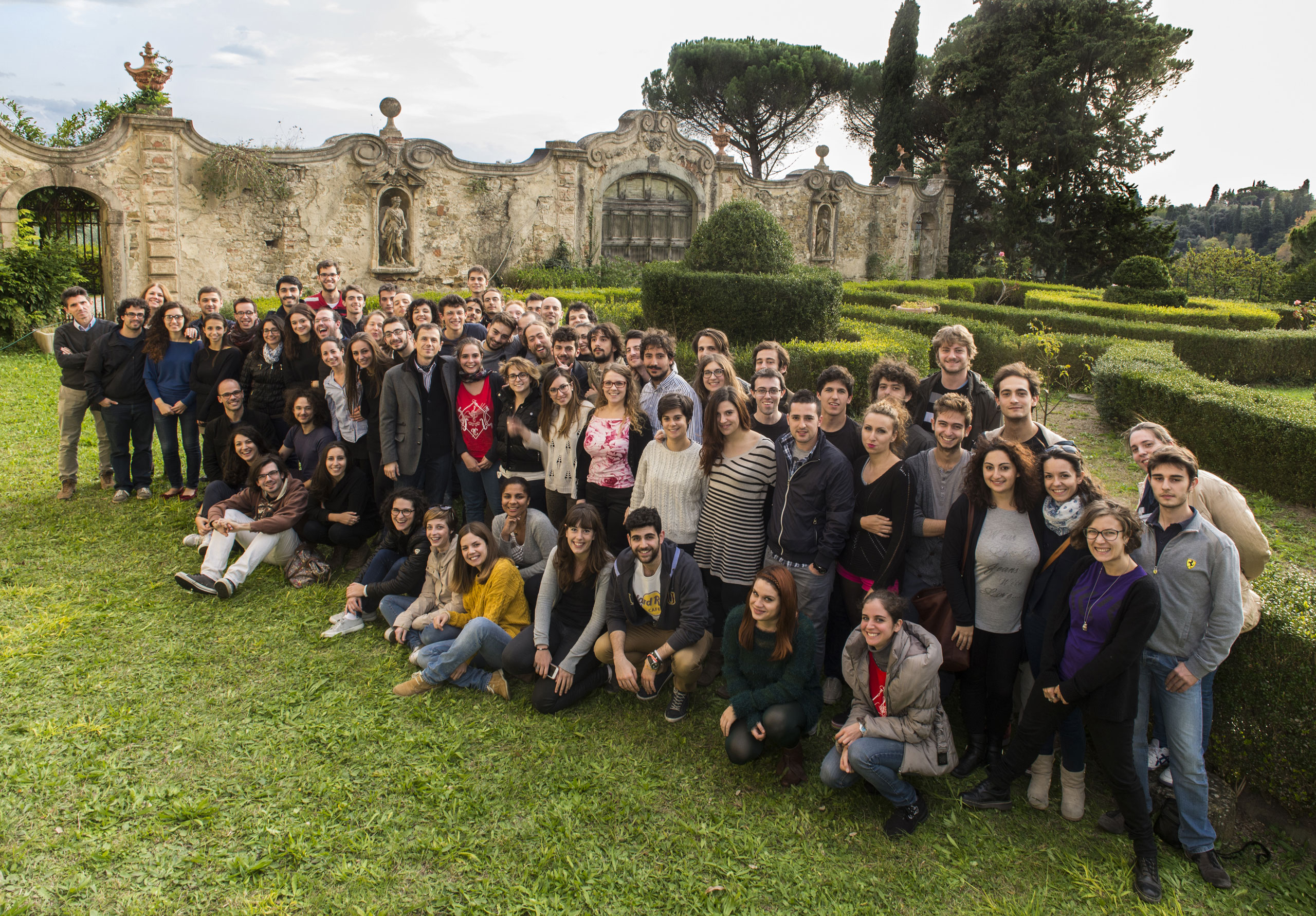
L'OGI con Giampaolo Pretto a Villa La Torraccia

## Storia

### L'Orchestra del perfezionamento
Piero Farulli aveva istituito nel 1974 la Scuola di Musica di Fiesole, la cui filosofia verteva su quattro punti fondamentali: aprire il mondo della musica alle fasce d'età allora escluse dalla didattica musicale dei conservatori, e cioè i bambini, gli adulti e gli anziani; rendere la musica patrimonio comune della comunità; adoperarsi per non lasciare la musica disgiunta dalle altre espressioni culturali; non offrire un'educazione esclusivamente solistica agli allievi, così che, suonando insieme, potessero educarsi alla concordia e all'armonia non solo musicale. 
Quest'ultima componente venne potenziata a partire dal 1978, quando Farulli e Riccardo Muti, allora direttore del Maggio Musicale Fiorentino, assistendo alle audizioni d'orchestra, constatarono che i musicisti italiani erano del tutto impreparati. Insieme si rammaricarono che nelle orchestre italiane la percentuale dei musicisti stranieri fosse molto elevata, e che pochissimi orchestrali italiani fossero presenti all'estero. Farulli decise di aprire dei corsi di perfezionamento orchestrale (dal 1980), che offrissero una specifica preparazione, diversa sia dalla pratica solistica sia da quella cameristica, da tenersi in sinergia con il Maggio fiorentino, e dapprima rivolti solo agli archi. Tali corsi si concludevano con un concerto all'interno dell'Estate Fiesolana (il primo fu diretto da Massimo de Bernart e molti furono affidati a Piero Bellugi), e furono salutati da Claudio Abbado, Mstislav Rostropovič e Muti come i primi esempi pratici del concetto di musica d'insieme. Proprio Muti diresse una prova per la fine del corso del 1981, quando si aprirono le iscrizioni anche ai fiati. All'interno della scuola, l’orchestra del perfezionamento venne presto ribattezzata Giovani Strumentisti Italiani.

### Fondazione

Muti prova con l'OGI al Politeama di Prato

Nella primavera del 1983 la European Community Youth Orchestra fu ospite a Venezia per l'Anno Europeo della Musica e la sua dirigente Joy Bryer si rammaricò pubblicamente dell'inesistenza di un'orchestra giovanile nazionale italiana. Farulli, quasi sentendo le parole di Bryer come una sfida, decise di rendere i Giovani Strumentisti Italiani una effettiva Orchestra Giovanile Italiana, e organizzò debutti alla Scala, al San Carlo e all'Università di Roma nell'estate dello stesso anno, dove Bellugi diresse musiche di Boccherini, Haydn e l'impegnativo Concerto per orchestra di Bartók.

Giulini con l'OGI

Nel 1984 l'orchestra fu parte integrante del programma estivo della scuola, e fu diretta da Bellugi, con Angelo Faja e Vinko Globokar tra i preparatori dei fiati. Il concerto finale si svolse a Montecampione diretto da Eliahu Inbal, con un successo tale da richiedere un'organizzazione diversa: dal 1985 l'orchestra si aprì ai cittadini europei e passò da attività scolastica a vera orchestra di alto livello giovanile, i cui membri non avrebbero potuto mantenere il loro posto per più di tre anni onde lasciare spazio a nuovi membri.

Giuseppe Sinopoli con l'OGI

Da allora, e dopo un trionfale concerto con Riccardo Muti al Teatro Morlacchi di Perugia, dove si eseguirono la Jupiter di Mozart e la sinfonia Primavera di Robert Schumann, l'orchestra, finora ospitata a Villa Rasponi, si trasferì a Villa La Torraccia e si adoperò in numerose produzioni. Nel 1987 eseguì L'occasione fa il ladro di Rossini al Rossini Opera Festival con la direzione di Salvatore Accardo, e aprì l' Estate Fiesolana l'8 giugno, con un concerto nel Salone dei Cinquecento in cui Krzysztof Penderecki diresse, con Accardo solista, il suo Concerto per violino, abbinato alla Sesta sinfonia di Šostakovič: l'esecuzione fu registrata dall'etichetta Nuova Era.

### Espansione

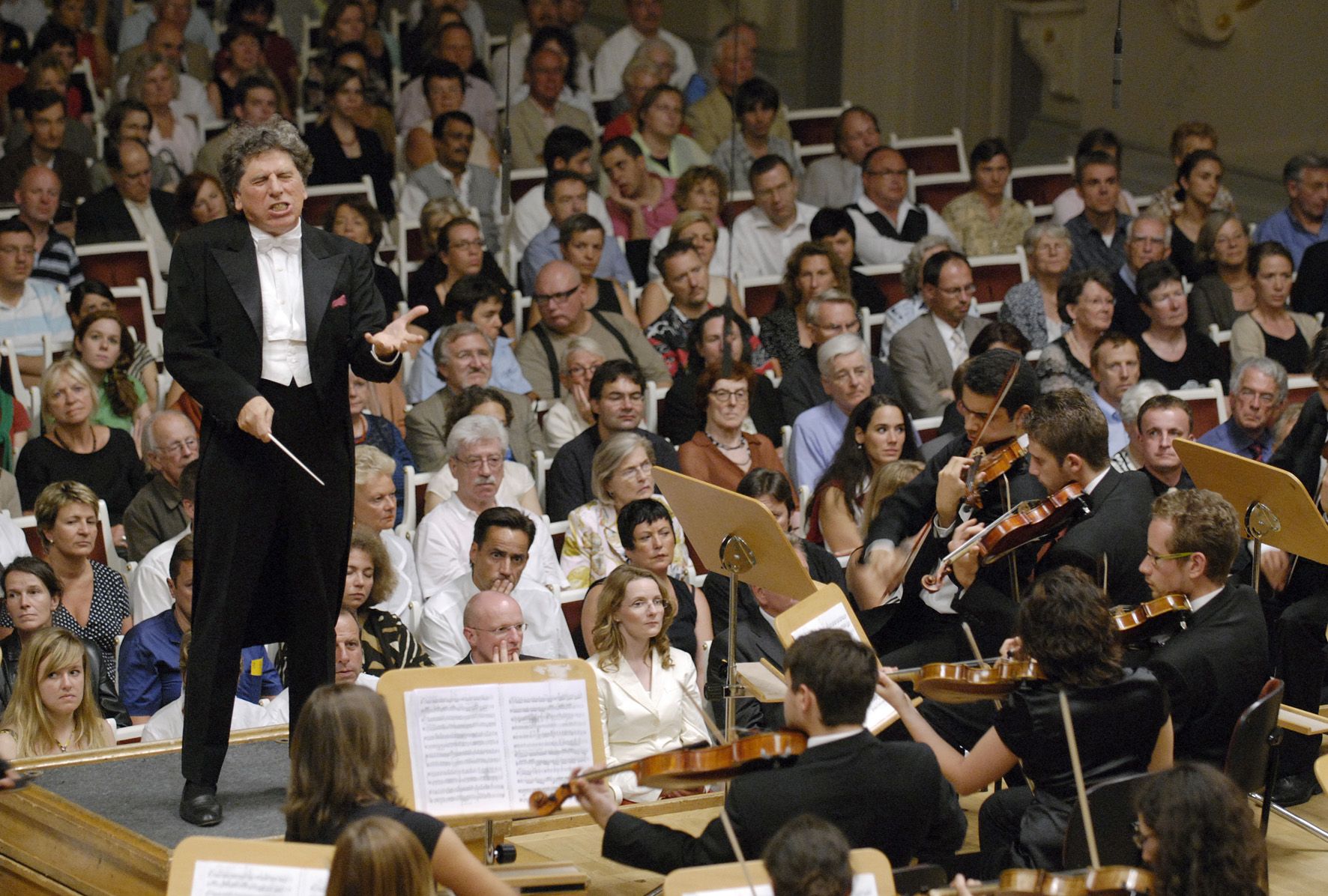
Gabriele Ferro dirige l'OGI al Konzerthaus di Berlino nel 2007

Nel 1988 l'OGI, diretta da Bellugi, fece il suo primo tour europeo toccando il Concertgebouw di Amsterdam, Radio France a Parigi, il Belgio e il Festival di Edimburgo: per l'occasione Sylvano Bussotti compose appositamente per l'orchestra A Fiesole un poema giovanile. Tra il 1988 e il 1991 l'orchestra è ospitata dal comune di Rosignano Marittimo a Castiglioncello e durante l'estate svolge stages anche all'Accademia Filarmonica di Trento. Nell'agosto del '91 viene invitata al Teatro di Francoforte sul Meno dove il direttore Diego Masson dirige Bergkristall di Bussotti e la Alpensinfonie di Strauss. Nel 1991, Piero Bellugi viene sostituito da Angelo Faja come direttore-docente, e da allora l'orchestra inizia un fruttuoso sodalizio con Carlo Maria Giulini, che aiuta l'OGI a guadagnarsi sempre più prestigio internazionale. Dal 1994 Giuseppe Sinopoli dirige molti progetti (il primo fu l'esecuzione di tutte le opere orchestrali di Franz Liszt), in un rapporto artistico che si interromperà solo con la sua morte nel 2001 (a lui verrà intitolata la sala prove dell'OGI a Villa La Torraccia). Negli anni '90 ha frequenti contatti con l'OGI anche Luciano Berio. Dal 1996 la sede degli stages estivi diventa Aosta, dove nel '97 l'OGI inaugura il festival Aosta Classica. Dal 2000, l'OGI inizia una collaborazione con l'Orchestra della Toscana (ORT), e nello stesso anno esegue al Berliner Festspiele (nel Konzerthaus) la prima assoluta di Studio da «L'elogio della lentezza» di Giorgio Battistelli, con la direzione di Daniele Gatti. Ancora nel 2000 Nicola Paszkowski sostituisce Angelo Faja come direttore-docente. Nel 2001 Gabriele Ferro inizia una serie di progetti che lo porteranno alla guida di tournée internazionali con l'orchestra, in Germania (dove si esegue il Concerto per flauto di Petrassi con Giampaolo Pretto solista), in Sud America (nel 2004, con un programma di musiche di Brahms: la Quarta sinfonia e il Concerto per violino con Accardo solista), e sul Baltico (nel 2007). Nel giugno del 2002, Claudio Abbado fa un seminario con i ragazzi, incentrato sulla Terza sinfonia di Brahms, e l'orchestra, tramite la Fondazione Scuola di Musica di Fiesole, ottiene finanziamenti europei e regionali che implementano la sua natura di orchestra giovanile "nazionale". Nel 2004, per il suo ventennale, l'OGI viene insignita del Premio Abbiati. Dal 2007 Riccardo Muti riprende i suoi contatti con l'OGI gemellandola con la sua Orchestra Cherubini per gli spettacoli del Festival di Ravenna. Dal 2012 Giampaolo Pretto assume la carica di direttore-docente mentre Andrea Lucchesini, direttore artistico dal 2008 al 2016, crea il Festival estivo di musica da camera Spazi Armonici, che propone concerti degli ensemble cameristici dell’OGI con artisti di chiara fama quali Giuliano Carmignola, Pietro De Maria, Lorenza Borrani, Marco Pierobon, Danusha Waskiewicz, Elisso Virsaladze, Cristina Zavalloni; compositori in residence del Festival sono stati Betty Olivero, Giorgio Battistelli e Louis Andriessen. Nel 2013, l'OGI, diretta da Pascal Rophé, accompagna il nuovo pezzo di Silvia Colasanti, Responsorium, al Festival Young Euro Classic: la composizione vince la competizione European Composer Award. Dal 2016 l'OGI è il complesso strumentale del corso di direzione d'orchestra di Daniele Gatti all'Accademia Chigiana di Siena. Nel 2016, l'Orchestra è stata al centro del film documentario Primo movimento di Francesco Matera e Lorenzo Scoles, prodotto da Fabio Mancini e Angela Del Vecchio per la RAI, che lo ha distribuito nel 2017: il film segue le prove con il direttore-docente Gianpaolo Pretto e alcune esibizioni, tra cui i concerti nell'Auditorium RAI di Torino con Andris Poga (con l'esecuzione della Quinta sinfonia di Gustav Mahler), al Teatro Dal Verme di Milano con Pretto direttore e Lucchesini pianista (Concerto KV 491 di Mozart e Terzo concerto di Beethoven), al Nuovo Teatro dell'Opera di Firenze con Pretto (Aus Italien di Strauss, Pini di Roma di Respighi), nella Sala Santa Cecilia del Parco della Musica di Roma con John Axelrod (con ancora Aus Italien e Pini e col Capriccio italiano di Čajkovskij).

## L'OGI oggi
L'OGI è il più alto degli ensemble della Scuola di Musica di Fiesole, quello che educa al maggiore grado di professionalità musicale. Gli iscritti partecipano a un corso specialistico annuale di effettiva preparazione al professionismo orchestrale, che prevede un esame finale. Dopo l'esperienza in OGI gli allievi possono venire segnalati nelle audizioni per le orchestre professionali. I concerti finali sono insieme il saggio di fine corso e un'ulteriore occasione di affinamento stilistico con gli esperti direttori coinvolti. La natura di orchestra giovanile impone agli allievi di non avere più di 27 anni, ed ogni anno le audizioni permettono a nuovi giovani musicisti di entrare a far parte della compagine.

## Direttori-docenti
- Piero Bellugi (1984-1991)
- Angelo Faja (1991-2000)
- Nicola Paszkowski (2000-2012)
- Giampaolo Pretto (2012-2018)

## Direttori artistici
- Piero Farulli (1984-2008)
- Andrea Lucchesini (2008-2016)
- Alain Meunier (2016- )

## Cronologia dei direttori dei concerti dell'OGI
| Direttore              | Anni | Tappe |
| ---------------------- | ---- | --- |
| Piero Bellugi          | 1984 | Montecampione, Tarquinina, Bacoli, Sermoneta, Napoli, Roma, Siena                                                   |
| Piero Bellugi          | 1985 | Torino, Salò, L'Aquila, Salerno, Ravello, Pisa, Firenze                                                             |
| Piero Bellugi          | 1986 | Castiglioncello, Viterbo, Castel Gandolfo, Roma, Firenze, Mantova, Vicenza                                          |
| Piero Bellugi          | 1987 | Pesaro, Bassano del Grappa, Torino, Napoli, Perugia                                                                 |
| Piero Bellugi          | 1988 | Amsterdam, Montpellier, Parigi, Namour, Salò, Pistoia, Edimburgo                                                    |
| Piero Bellugi          | 1989 | Firenze |
| Piero Bellugi          | 1990 | La Spezia, Perugia, Pisa, Madrid, Roma, Firenze, Civita Castellana                                                  |
| Piero Bellugi          | 1991 | Castiglioncello, Certosa di Calci, Taranto                                                                          |
| Eliahu Inbal           | 1984 | Montecampione, Verona, Milano, Fiesole                                                                              |
| Eliahu Inbal           | 1988 | Napoli |
| Eliahu Inbal           | 1999 | Aosta, Firenze, Castiglioncello, Taormina                                                                           |
| Eliahu Inbal           | 2000 | Pisa, Firenze, Perugia                                                                                              |
| Eliahu Inbal           | 2003 | Firenze, Pisa, Bologna                                                                                              |
| Eliahu Inbal           | 2006 | Livorno, Pisa, Firenze                                                                                              |
| Riccardo Muti          | 1985 | Perugia |
| Riccardo Muti          | 1996 | Firenze, Parma |
| Riccardo Muti          | 2007 | Ravenna |
| Riccardo Muti          | 2008 | Ravenna |
| Riccardo Muti          | 2011 | Piacenza, Ravenna, Nairobi                                                                                          |
| Riccardo Muti          | 2012 | Ravenna |
| Riccardo Muti          | 2013 | Ravenna, Mirandola                                                                                                  |
| Riccardo Muti          | 2014 | Ravenna |
| Hubert Soudant         | 1986 | Firenze, Milano, Ferrara, Venezia                                                                                   |
| Salvatore Accardo      | 1986 | Napoli, Firenze |
| Salvatore Accardo      | 1987 | Pesaro |
| Salvatore Accardo      | 1991 | Roma, Perugia, Firenze, Milano                                                                                      |
| Salvatore Accardo      | 1993 | Firenze, Ravenna |
| Franco Petracchi       | 1986 | Napoli |
| Eduardo Mata           | 1987 | Perugia |
| Krzysztof Penderecki   | 1987 | Venezia, Firenze |
| Krzysztof Penderecki   | 2005 | Aosta, Neubrandenburg, Berlino                                                                                      |
| Krzysztof Penderecki   | 2007 | Ravenna |
| Gustav Kuhn            | 1987 | Pesaro |
| Sylvano Bussotti       | 1987 | Firenze |
| Alessandro Pinzauti    | 1989 | Venezia |
| Alessandro Pinzauti    | 1992 | Cremona, Carpi, Ravenna                                                                                             |
| Alessandro Pinzauti    | 1994 | Centro Santa Chiara, Marostica, Fiesole, La Spezia, Como, Verona, Torino                                            |
| Alessandro Pinzauti    | 1995 | Firenze, Trento, Vienna, Gubbio, Fiesole, Bolzano                                                                   |
| Alessandro Pinzauti    | 1996 | Aosta, Montepulciano, Fiesole, Firenze                                                                              |
| Alessandro Pinzauti    | 1997 | Aosta, Rimini, Torino                                                                                               |
| Carl Melles            | 1989 | Rosignano Solvay, Poggio a Caiano, Trieste, Palermo, Catania, Messina                                               |
| Angelo Faja            | 1990 | Roma |
| Angelo Faja            | 1992 | Fiesole |
| Angelo Faja            | 1993 | Trento |
| Angelo Faja            | 1998 | Aosta |
| György Győriványi Ráth | 1990 | Como, Milano, Napoli                                                                                                |
| György Győriványi Ráth | 1992 | Trento, Bolzano, Fiesole, Certosa di Calci, Napoli                                                                  |
| György Győriványi Ráth | 1993 | Trento, Pisa, Fiesole, Praga, Budapest, Como, Ferrara, Torino                                                       |
| György Győriványi Ráth | 1995 | Messina, Palermo |
| Luciano Berio          | 1991 | Roma |
| Luciano Berio          | 1993 | Bologna |
| Luciano Berio          | 1994 | Milano, Piacenza, Firenze                                                                                           |
| Luciano Berio          | 1998 | Aosta, Castiglioncello, L'Aquila                                                                                    |
| Diego Masson           | 1991 | Castiglioncello, Francoforte sul Meno                                                                               |
| Carlo Maria Giulini    | 1992 | Cagliari |
| Carlo Maria Giulini    | 1995 | Trento, Merano, Montreux                                                                                            |
| Carlo Maria Giulini    | 1999 | Firenze |
| Vinko Globokar         | 1993 | Firenze |
| Vinko Globokar         | 1994 | Lubiana |
| Vinko Globokar         | 1997 | L'Aquila, Lanciano, Aosta                                                                                           |
| Vinko Globokar         | 1998 | Firenze, Saarbrücken                                                                                                |
| Giuseppe Sinopoli      | 1994 | Perugia, Roma, Ferrara, Reggio Emilia, Messina, Taormina, Catania                                                   |
| Giuseppe Sinopoli      | 1997 | Perugia, Ferrara, Verona, Piacenza, Cremona, Messina                                                                |
| Giuseppe Sinopoli      | 1998 | Firenze, Pavia |
| Giuseppe Sinopoli      | 1999 | Bologna, Ravenna, Venezia, Torino                                                                                   |
| Emmanuel Krivine       | 1996 | Firenze |
| Daniele Gatti          | 2000 | Roma, Aosta, Berlino                                                                                                |
| Daniele Gatti          | 2004 | Modena, Milano, Pisa, Roma                                                                                          |
| Daniele Gatti          | 2016 | Siena |
| Daniele Gatti          | 2017 | Siena |
| Daniele Gatti          | 2018 | Siena, Firenze |
| Charles Wilkins        | 2001 | Firenze |
| Luc Baghdassarian      | 2001 | Aosta, Padova |
| Jurij Aronovič         | 2001 | Como, Cremona, Bologna                                                                                              |
| Renato Rivolta         | 2002 | Cosenza |
| Renato Rivolta         | 2015 | Firenze |
| Gianandrea Noseda      | 2002 | Firenze, Perugia, Lucca, Stresa, Salsomaggiore                                                                      |
| Gianandrea Noseda      | 2009 | Firenze |
| Gabriele Ferro         | 2002 | Aosta, Neubrandenburg, Berlino                                                                                      |
| Gabriele Ferro         | 2004 | Aosta, Santiago del Cile, Buenos Aires, Cordoba, Rosario, San Paolo, Belo Horizonte                                 |
| Gabriele Ferro         | 2007 | Pisa, Firenze, Aosta, Berlino, Pärnu, Kaunas, Turku, Reggio Emilia, Bologna, Udine, Roma, Taormina, Milano, Palermo |
| Gabriele Ferro         | 2008 | Castelnuovo Garfagnana, Fiesole                                                                                     |
| Gabriele Ferro         | 2009 | Modena, Firenze, Livorno                                                                                            |
| Gabriele Ferro         | 2010 | Firenze, Livorno, Pisa                                                                                              |
| Claudio Desderi        | 2002 | Cento, Avellino |
| Claudio Desderi        | 2003 | Cento |
| Claudio Desderi        | 2004 | Cento |
| Claudio Desderi        | 2005 | Cento |
| Nicola Paszkowski      | 2003 | Fabriano, Tirana, Valona                                                                                            |
| Nicola Paszkowski      | 2004 | Benevento, Fabriano                                                                                                 |
| Nicola Paszkowski      | 2005 | Benevento |
| Nicola Paszkowski      | 2006 | Fiesole |
| Nicola Paszkowski      | 2007 | Foggia |
| Nicola Paszkowski      | 2008 | Montepulciano, Foggia                                                                                               |
| Nicola Paszkowski      | 2009 | Foggia, Ravenna |
| Nicola Paszkowski      | 2010 | Città del Vaticano, Mirano, Greccio, Betlemme, Gerusalemme                                                          |
| Nicola Paszkowski      | 2011 | Fiesole |
| Nicola Paszkowski      | 2014 | Ischia, Ravello |
| Nicola Paszkowski      | 2016 | Pisa, Lucca, Livorno, Novara                                                                                        |
| Nicola Paszkowski      | 2017 | Firenze |
| David Geringas         | 2003 | Aosta, Fiesole |
| Roberto Abbado         | 2004 | Lucca, Firenze, Perugia, Bologna                                                                                    |
| Roberto Abbado         | 2006 | Santiago del Cile, Buenos Aires, São Paulo                                                                          |
| Jeffrey Tate           | 2005 | Modena, Roma, Pisa, Parma                                                                                           |
| Jeffrey Tate           | 2008 | Firenze, Mantova |
| Jeffrey Tate           | 2015 | Spoleto |
| Jeffrey Tate           | 2016 | Ravello |
| Claudio Abbado         | 2008 | Bologna |
| John Axelrod           | 2009 | Ravenna |
| John Axelrod           | 2012 | Mantova, Roma, Monfalcone, Firenze, Bologna                                                                         |
| John Axelrod           | 2014 | Firenze, Ravenna, Reggio Emilia, Lucca                                                                              |
| John Axelrod           | 2016 | Fiesole, Roma, Rovigo, Perugia                                                                                      |
| Andrea Battistoni      | 2011 | Incisa Valdarno |
| Andrej Borejko         | 2011 | Firenze |
| Vijay Upadhyaya        | 2011 | Delhi |
| Mario Brunello         | 2012 | Reggio Emilia, Milano, Firenze, Roma, Verona                                                                        |
| Asher Fisch            | 2012 | Lucca, Arezzo, Poggibonsi, Firenze                                                                                  |
| Dennis Russell Davies  | 2012 | Ravenna |
| Francesco Pasqualetti  | 2012 | Stresa |
| Francesco Pasqualetti  | 2017 | Fiesole, Pisa, Livorno                                                                                              |
| Alexander Lonquich     | 2013 | Pordenone, Firenze                                                                                                  |
| Alexander Lonquich     | 2016 | Vicenza |
| Wolfgang Redik         | 2013 | Salisburgo, Pisa, L'Aquila                                                                                          |
| Guido Corti            | 2013 | Firenze, Greve in Chianti                                                                                           |
| Guido Corti            | 2014 | Tirana |
| Pascal Rophé           | 2013 | Berlin, Aix-en-Provence                                                                                             |
| Aldo Ceccato           | 2013 | Tirana, Scutari, Pisa                                                                                               |
| Wayne Marshall         | 2013 | Perugia, Firenze, Genova, Mestre                                                                                    |
| Josef Wallnig          | 2014 | Salisburgo, Fiesole                                                                                                 |
| Christopher Hogwood    | 2014 | Torino |
| Dietrich Paredes       | 2015 | Torino, Firenze |
| Stanislav Kočanovskij  | 2015 | Roma, Macerata, Pordenone, Mantova, Firenze                                                                         |
| Enrico Bronzi          | 2015 | Firenze, Cervo |
| Giampaolo Pretto       | 2015 | Firenze |
| Giampaolo Pretto       | 2016 | Firenze, Torino |
| Juraj Valčuha          | 2016 | Ravello |
| Andris Poga            | 2016 | Torino |
| Daniele Rustioni       | 2017 | Torino, Milano |
| Maxime Pascal          | 2017 | Spoleto |
| Philippe Auguin        | 2017 | Bologna, Roma, Mantova                                                                                              |
| Xian Zhang             | 2017 | Fiesole, Dobbiaco                                                                                                   |
| Kolja Blacher          | 2018 | Arezzo, Firenze |
| Ezio Bosso             | 2018 | Fiesole |
| Jérémie Rhorer         | 2018 | Spoleto |
| Luciano Acocella       | 2018 | Siena |
| Julien Masmondet       | 2018 | Dobbiaco |
| Giovanni Sollima       | 2018 | Firenze, Roma |
| Jonathan Webb          | 2018 | Perugia |
| Timothy Brock          | 2018 | Firenze, Cortona, Piombino                                                                                          |
| Boris Belkin           | 2018 | Siena |
| Gianna Fratta          | 2019 | Pisa, Lucca |

## Premi vinti
- Premio Abbiati, 2004
- Premio Grant per giovani artisti della Japan Art Association, sezione del Praemium Imperiale, 2008[26]
- Premio Galileo 2000, 2011 (condiviso con tutti gli ensemble della Scuola di Musica di Fiesole)[27]

## Discografia
| Anno d'uscita | Direttore              | Musiche | Etichetta     |
| ------------- | ---------------------- | --- | ------------- |
| 1987          | Krzysztof Penderecki   | Penderecki: Concerto per violino (solista: Salvatore Accardo) Šostakovič: Sinfonia n. 6                                          | Nuova Era     |
| 1996          | György Győriványi Ráth | Mahler: Sinfonia n. 5 | Tring         |
| 1999          | Carlo Maria Giulini    | Beethoven: Sinfonia n. 6 | SMF Edition   |
| 2001          | Jurij Aronovič         | Mendelssohn: Concerto per violino, op. 64 (solista: Lorenza Borrani) Šostakovič: Sinfonia n. 5                                   | SMF Edition   |
| 2001          | Vinko Globokar         | Globokar: Zlom | Sargasso      |
| 2002          | Giuseppe Sinopoli      | Mendelssohn: Le Ebridi Schoenberg: Cinque pezzi per orchestra Petrassi: Frammento Liszt: Orpheus Liszt: Tasso. Lamento e trionfo | Stradivarius  |
| 2004          | Daniele Gatti          | Wagner: da Parsifal, Incantesimo del venerdì santo Mahler: Sinfonia n. 9                                                         | Classic Voice |

## Galleria d'immagini

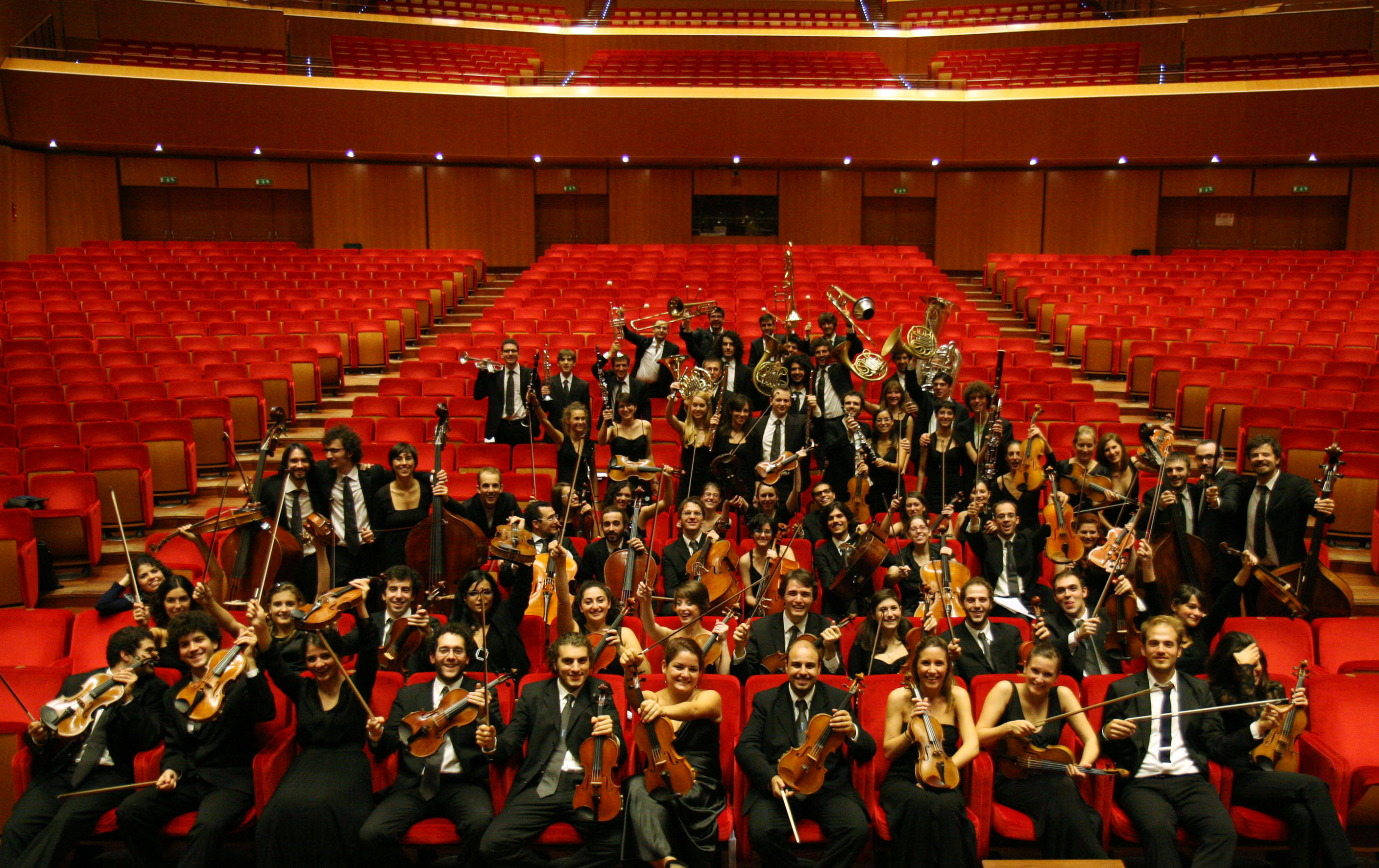
L'OGI a Roma
Con Daniele Gatti e Carlo Azeglio Ciampi al Quirinale
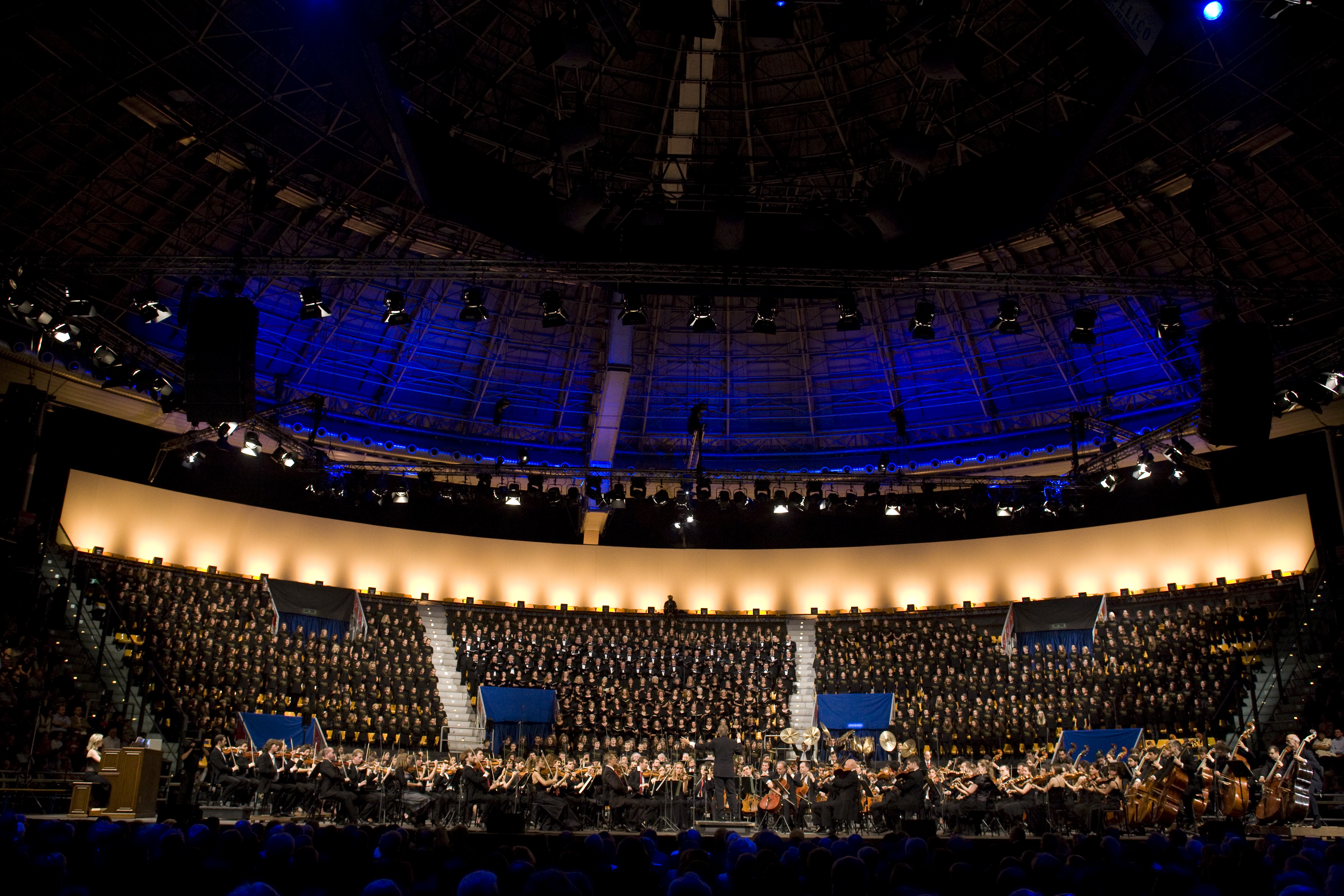
Con Claudio Abbado nel Te Deum di Berlioz a Bologna
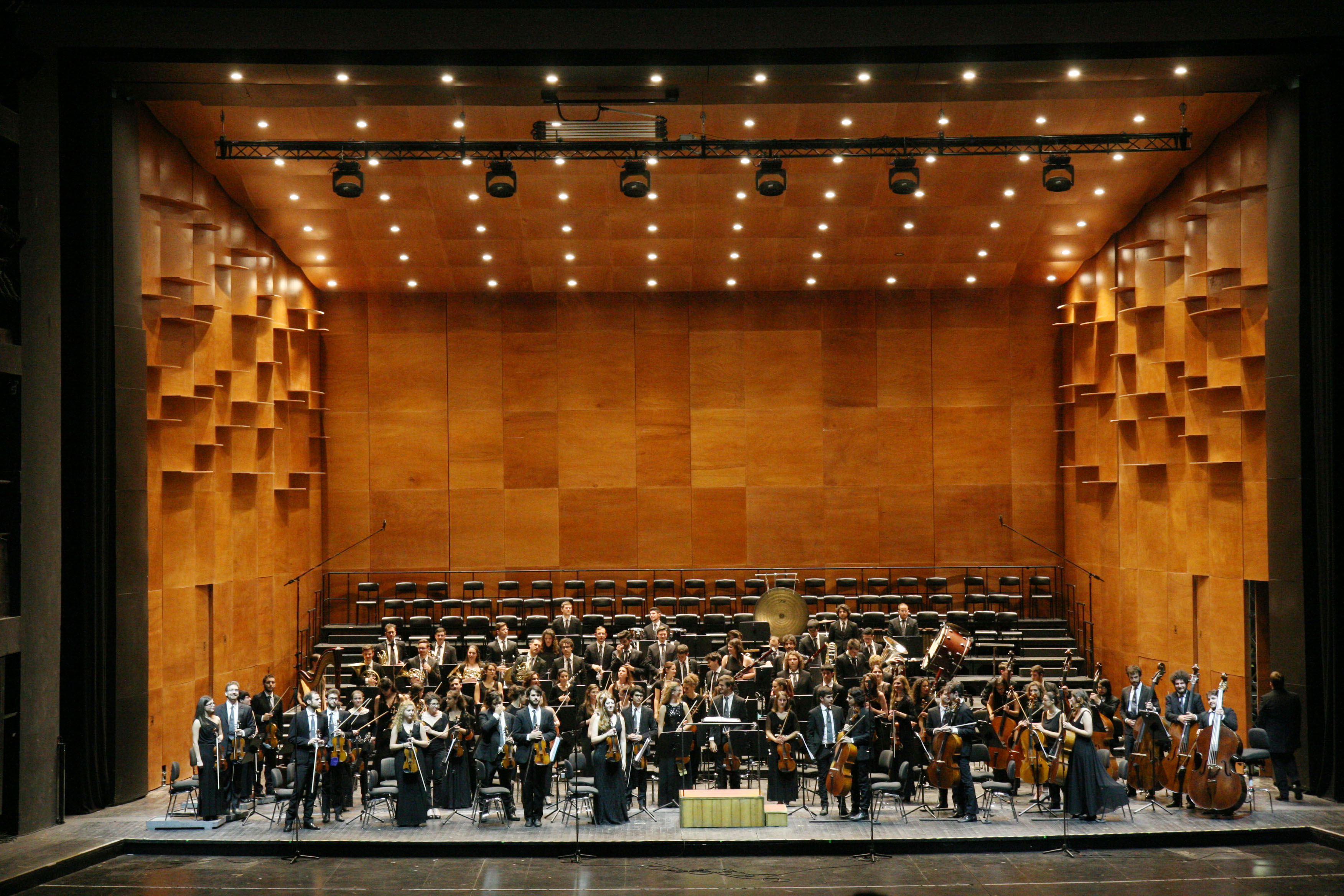
Al Nuovo Teatro del Maggio Musicale Fiorentino
In prova con Riccardo Muti nel 1996
Penderecki e l'OGI al Salone dei Cinquecento nel 1997